# Comunità Montana Argentina Armea
Die Comunità Montana Argentina Armea war eine Comunità montana in der norditalienischen Region Ligurien. Politisch gehörte sie zu der Provinz Imperia und umfasste die zehn Gemeinden Badalucco, Carpasio, Castellaro, Ceriana, Molini di Triora, Montalto Ligure, Pompeiana, Taggia, Terzorio und Triora.
Durch ein Regionalgesetz aus dem Jahr 2010 wurden die Comunità montane der Region Ligurien abgeschafft. Die Verwaltungsgemeinschaft befindet sich in Liquidation.

## Geographie
Das Territorium der Verwaltungsgemeinschaft umfasste die Ländereien der Gemeinden im Valle Argentina und dem Valle Armea. Verwaltungssitz war Arma di Taggia, ein Ortsteil von Taggia.